# Santuario della Madonna dei Ponticelli
Il santuario della Madonna dei Ponticelli, talvolta indicato come santuario di Santa Maria Consolatrice degli afflitti, è un luogo di culto di San Marino, frazione del comune di Carpi. Appartiene alla zona pastorale 4 della diocesi di Carpi e risale al XV secolo.

## Origine del nome
La località Ponticelli all'origine del nome dato al santuario è stata oggetto in passato di bonifiche per rendere i campi adatti alle coltivazioni e quindi è ricca di ponti piccoli e grandi costruiti per superare i fiumi e i canali artificiali.

## Storia
L'oratorio è stato eretto nel XVI secolo e la testimonianza di tale collocazione temporale è il dipinto che raffigura la Madonna col Bambino detta dei Ponticelli dedicato a Santa Maria Consolatrice degli afflitti e attribuito a Bernardino Loschi, pittore parmense attivo nel carpigiano a partire dal 1500. Il dipinto è 
In seguito il luogo di culto è stato oggetto di ricostruzione su progetto di Achille Sammarini, ed è stato ultimato nel 1872.

## Descrizione

### Esterni
L'oratorio si trova in località Ponticelli della frazione di San Marino nel comune di Carpi, sulla strada che collega Carpi a Cavezzo, e mostra orientamento verso sud-est.
Il piccolo santuario ha forme neoclassiche e si presenta all'interno a tre navate e cupola al centro, con pianta a croce greca.
La torre campanaria è la parte più antica della struttura, e risale al 1600. Nella sala l'altare maggiore marmoreo è stato scolpito dal veronese Pegrassi con varie scene che raffigurano momenti della vita di Maria. Gli altari laterali, che erano dedicati a Sant'Anna e al Santissimo Crocifisso sono stati tolti dopo il 1930.

### Interni
La sala ha pianta a croce greca con cupola al centro. Il presbiterio è di grande dimensione e leggermente rialzato. L'altare maggiore è in scagliola policroma e risale al 1631, probabile opera di Guido Fassi. Conserva lo storico affresco che raffigura la Madonna con Bambino dipinta seduta in trono e sullo sfondo è visibile un piccolo ponte.